# Schistochila caudata
Schistochila caudata är en bladmossart som beskrevs av R.M.Schust. et J.J.Engel. Schistochila caudata ingår i släktet Schistochila och familjen Schistochilaceae. Inga underarter finns listade i Catalogue of Life.